# Lándzsás tenyérvirág
A lándzsás tenyérvirág vagy egyiptomi csillagcsokor (Pentas lanceolata) a tárnicsvirágúak (Gentianales) rendjébe és a buzérfélék (Rubiaceae) családjába tartozó faj.
Nemzetségének a típusfaja.

## Előfordulása
A lándzsás tenyérvirág eredeti előfordulási területe Afrikában és az Arab-félszigeten van. A természetes állományai a következő országokban találhatók meg: Burundi, Comore-szigetek, Dél-Szudán, Dzsibuti, Eritrea, Etiópia, Jemen, Kenya, Kongói Demokratikus Köztársaság, Malawi, Mozambik, Ruanda, Szaúd-Arábia, Szudán, Tanzánia és Uganda.
Az ember dísznövényként világszerte ülteti és termeszti. Egyes új élőhelyein vadonnövő állományai jöttek létre; ilyenek: Kolumbia, a Cook-, a Norfolk-, a Társaság- és a Szél felőli szigetek, valamint Trinidad és Tobago.

## Alfajai, változatai
- Pentas lanceolata subsp. cymosa (Klotzsch) Verdc.
- Pentas lanceolata subsp. lanceolata (Forssk.) Deflers
- Pentas lanceolata subsp. quartiniana (A.Rich.) Verdc.
- Pentas lanceolata var. angustifolia Verdc.
- Pentas lanceolata var. leucaster (K.Krause) Verdc.
- Pentas lanceolata var. nemorosa (Chiov.) Verdc.
- Pentas lanceolata var. oncostipula (K.Schum.) Verdc.
- Pentas lanceolata var. usambarica Verdc.

## Képek

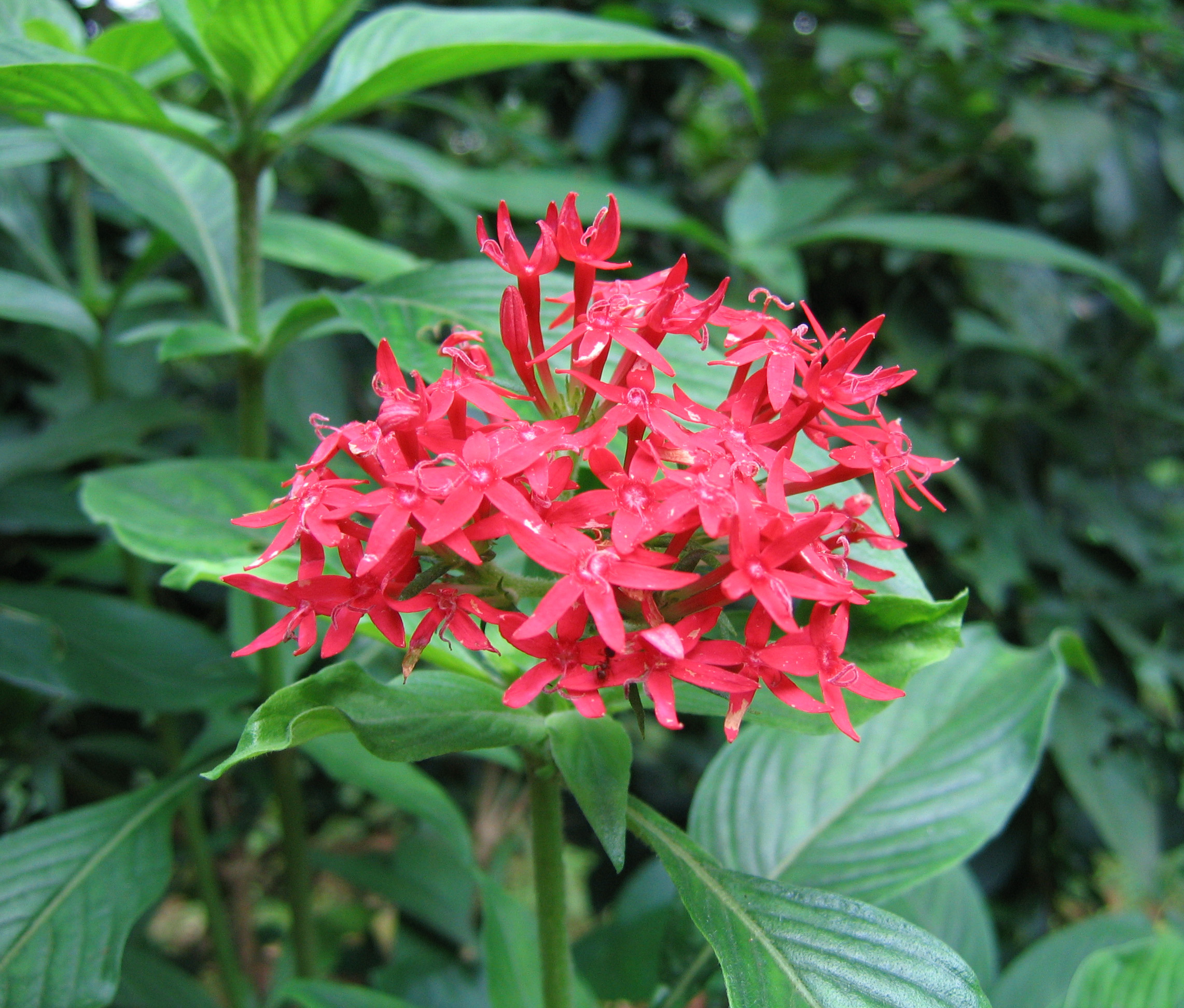
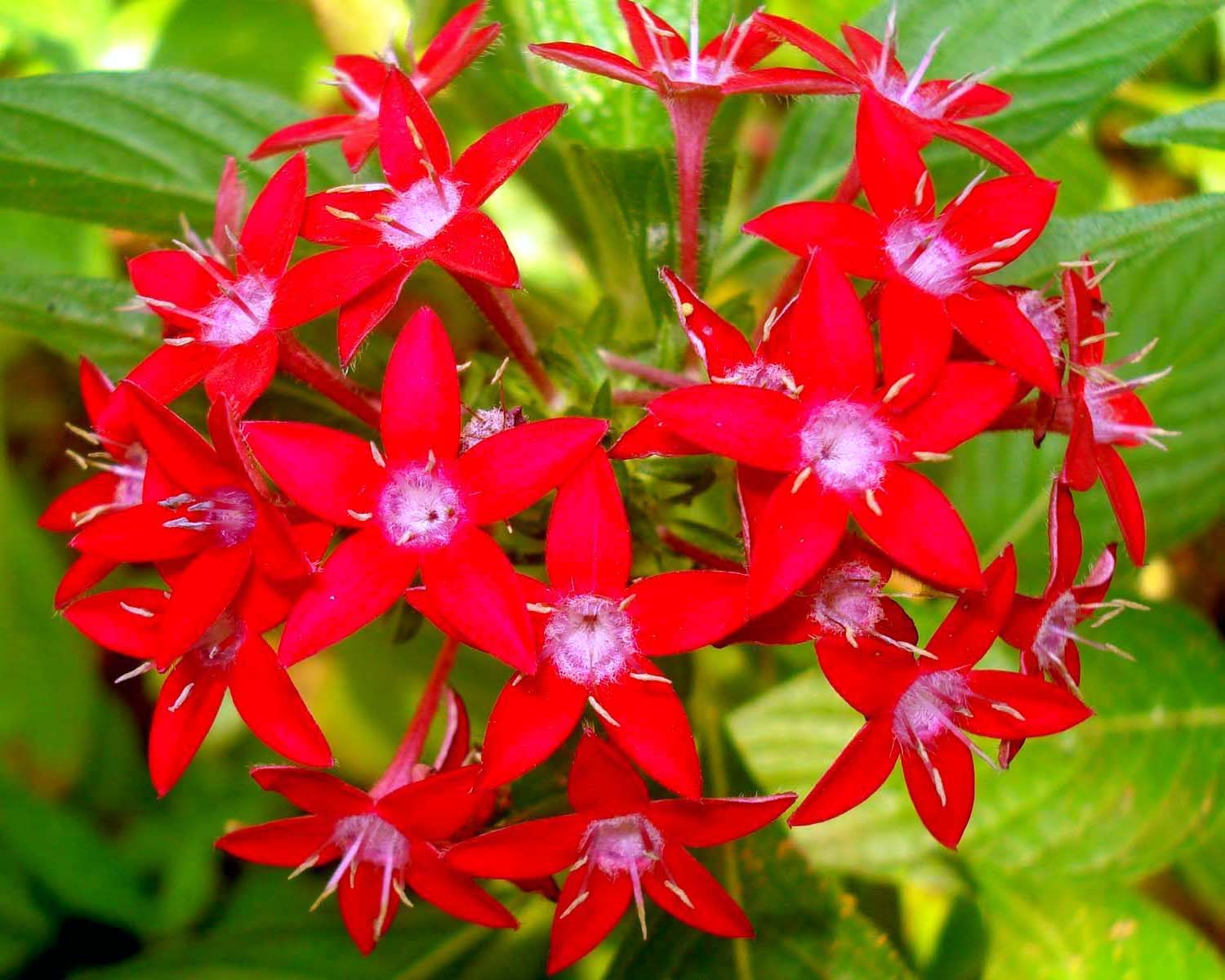
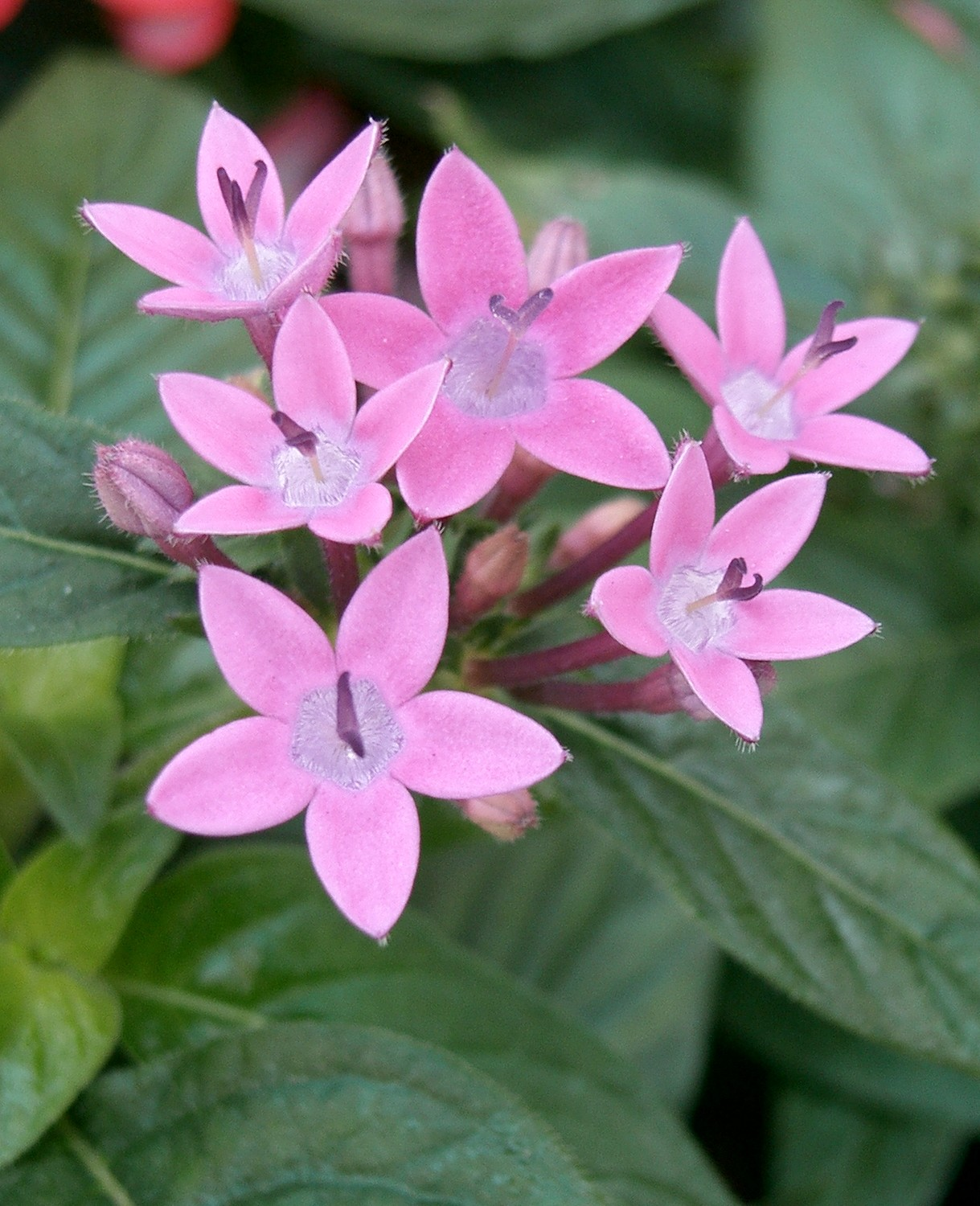
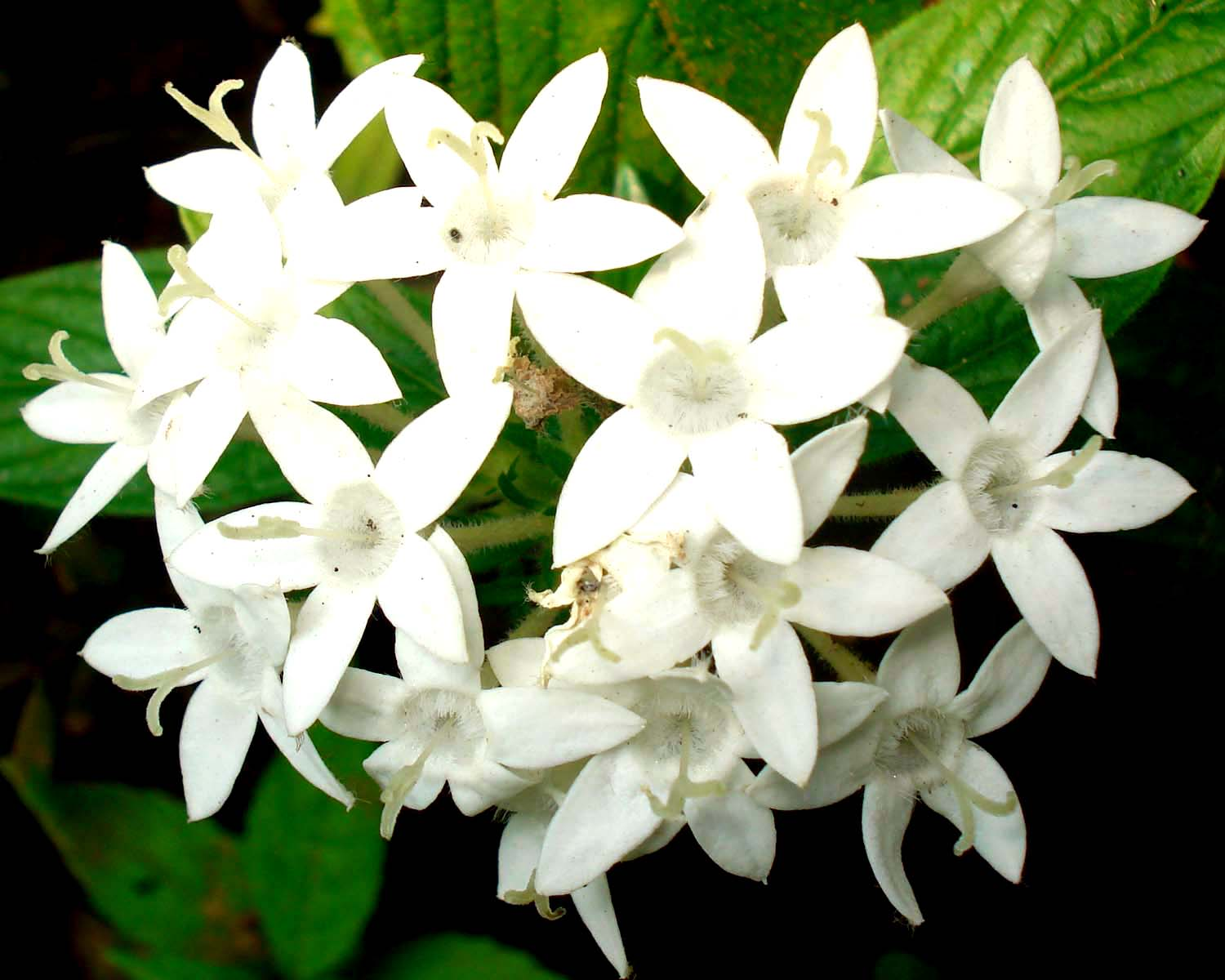
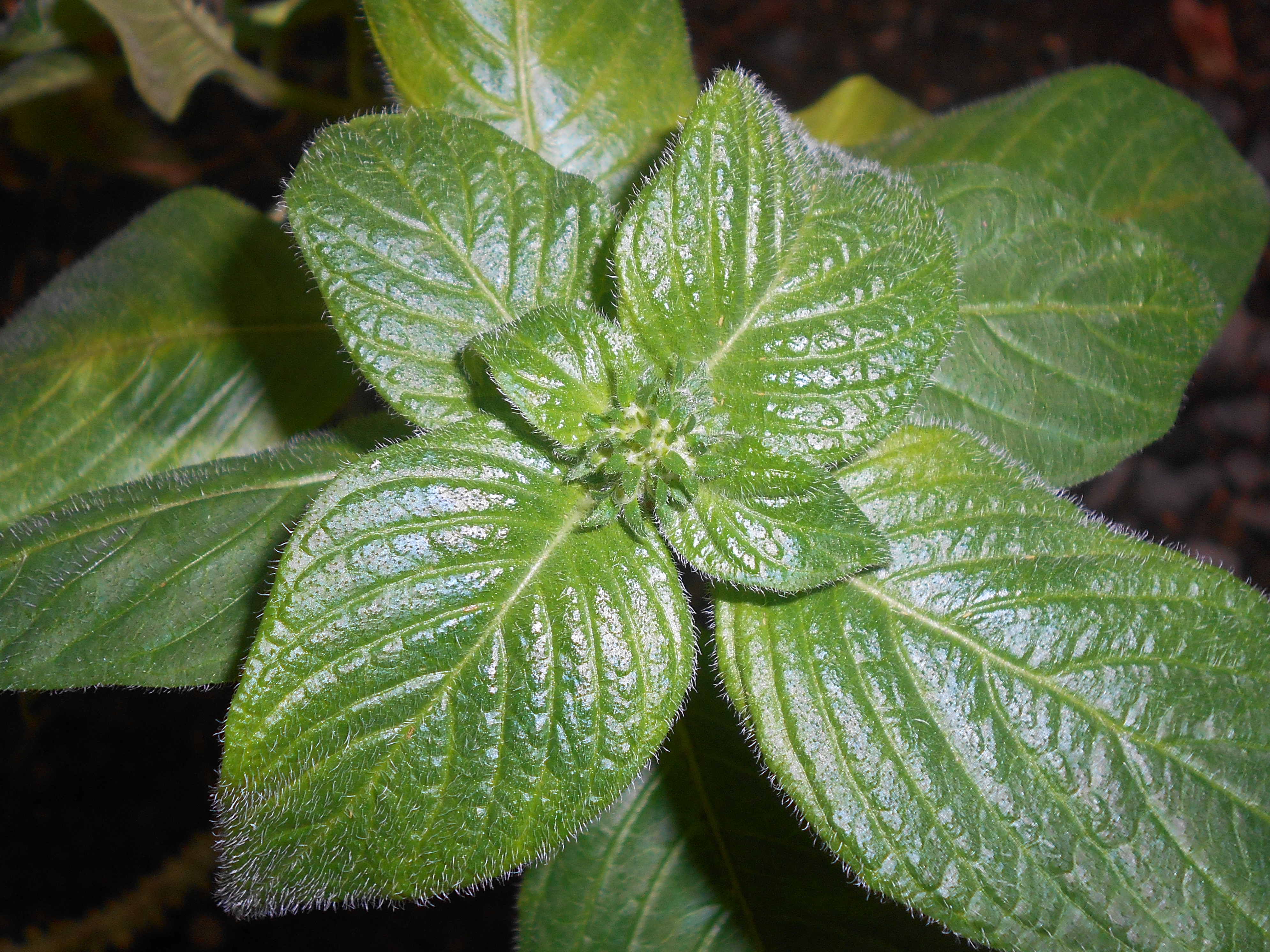

## Megjelenése
Ez a buzérféle egy elfásult lágy szárú vagy egy kisebb cserje, amelynek szőrös szárai elérik az 50-130 centiméteres magasságot. A levelei oválisan lándzsásak, 3-13 centiméter hosszúak és 1-6 centiméter szélesek. A vöröses, rózsaszínes vagy fehér virágai csokrokba tömörülnek. A termése nyolcszögletű és 4-6 milliméteres.